# Falsterbo
Falsterbo és una localitat situada a l'extrem sud-oest de Suècia. Forma part de la ciutat de Skanör med Falsterbo, dins el municipi de Vellinge i és una de les ciutats històriques de Suècia. Falsterbo és coneguda com a destí turístic a l'estiu i també per ser un dels llocs més atractius pels golfistes a Europa: el Club de Golf Falsterbo.
Els observadors d'aus troben en la península una gran font d'interès, ja que les aus tendeixen a descansar allà abans i després del viatge a través de les aigües que la separen d'Alemanya, Polònia o Dinamarca.
Una altra atracció a Falsterbo és el Gran Premi de Salt Eqüestre Internacional (part de l'Exhibició de Cavalls de Falsterbo) que se celebra anualment el juliol.
Falsterbo és àmpliament coneguda així mateix per les platges de sorra molt blanca.
La ciutat va gaudir de privilegis comercials amb la Lliga Hanseàtica, que hi va establir una factoria i hi organitzava un mercat anual de l'areng.